# Béthisy-Saint-Martin
Béthisy-Saint-Martin is een gemeente in het Franse departement Oise (regio Hauts-de-France). De plaats maakt deel uit van het arrondissement Senlis. Béthisy-Saint-Martin telde op 1 januari 2022 992 inwoners.

## Geografie
De oppervlakte van Béthisy-Saint-Martin bedroeg op 1 januari 2022 9,82 vierkante kilometer; de bevolkingsdichtheid was toen 101 inwoners per km².

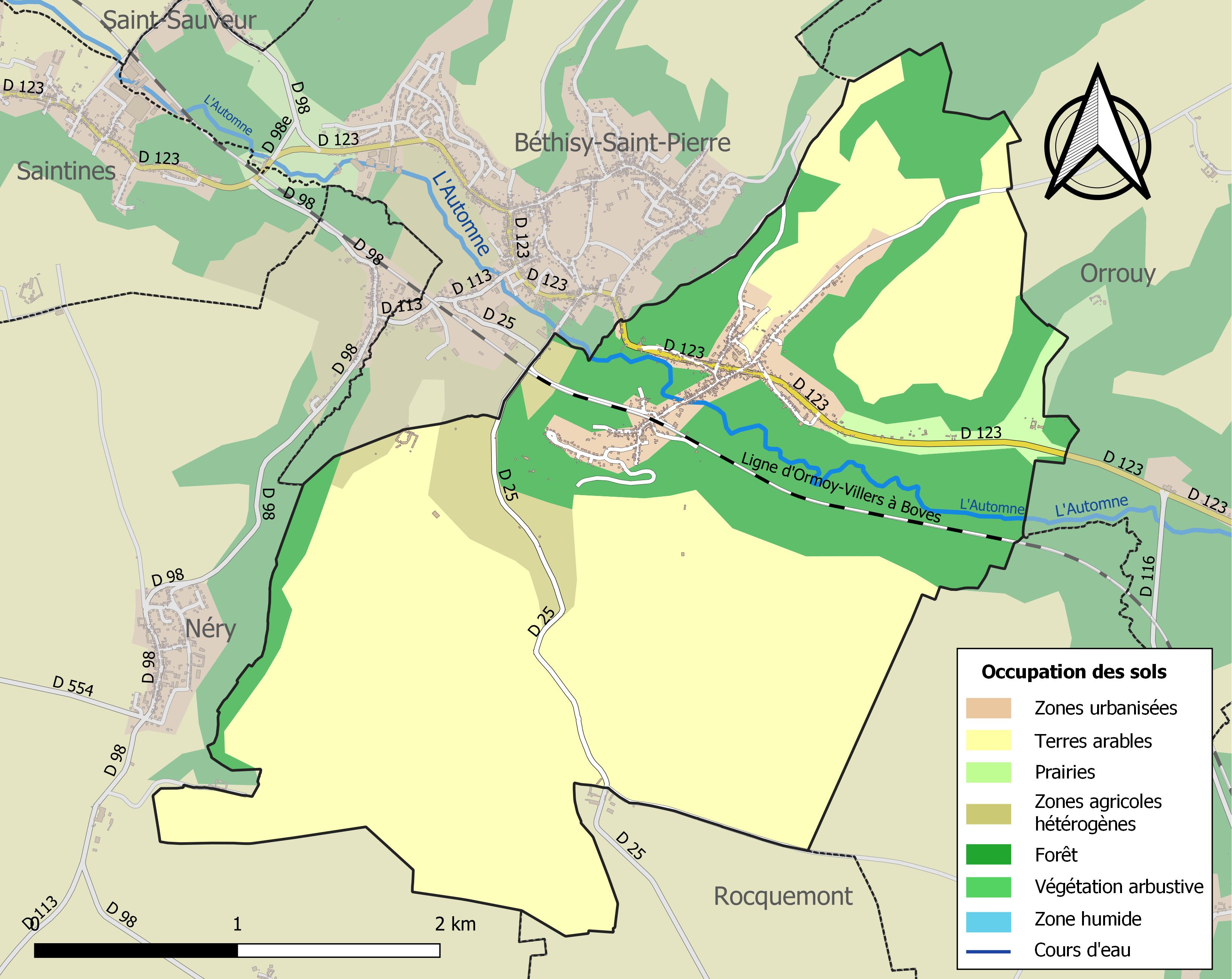
Kaart van de gemeente met belangrijkste infrastructuur, bodemgebruik en omliggende gemeenten

## Demografie
Onderstaande figuur toont het verloop van het inwonertal (bron: INSEE-tellingen).